# NGC 4864
NGC 4864 este o galaxie eliptică situată în constelația Părul Berenicei. A fost descoperită în 13 aprilie 1831 de către John Herschel. Se află la o distanță de 98,63 de megaparseci de Pământ.